# Lago Karakul (Tajiquistão)
O lago Karakul (em tajique:  Қарoкул) é um lago numa cratera de impacto no leste do Tajiquistão, com cerca de 380 km2 de área. Uma península que se projeta da margem meridional e uma ilha na parte norte dividem as suas águas em duas partes. A oriental é pouco profunda, de 13 a 19 metros, e a ocidental tem sítios com produndidade superior a 200 metros.
Fica no Parque Nacional Tajique na cordilheira Pamir.
Embora o lago esteja dentro de um parque nacional, grande parte dos arredores é usada como pasto. O lago, com suas ilhas, pântanos, prados húmidos, turfeiras e planícies de seixos e areia, foi identificado pela BirdLife International como uma Área Importante de Aves (IBA) porque suporta um número significativo de populações de várias espécies de aves, tanto  residentes como migrantes reprodutores ou de passagem. As ilhas do lago são os principais lugares onde as aves aquáticas descansam e nidificam.